# Cinnyris congensis
Cinnyris congensis là một loài chim trong họ Nectariniidae.